# سوزان فرانسيا
سوزان فرانسيا (بالمجرية: Francia Zsuzsanna) (بالإنجليزية: Susan Francia) هي مجدفة مجرية وأمريكية، ولدت في 8 نوفمبر 1982 في سيجد في المجر.

## وصلات خارجية
- الموقع الرسمي
- سوزان فرانسيا على موقع الاتحاد الدولي للتجديف (الإنجليزية)
- سوزان فرانسيا على موقع اللجنة الأولمبية الدولية (الإنجليزية)
- سوزان فرانسيا على موقع أوليمبيديا (الإنجليزية)